# Фирма (филм)
Фирма (енгл. The Firm) је филмски трилер из 1993. режисера Сиднија Полака, снимљен по истоименом роману Џона Гришама. Главне улоге: Том Круз, Џин Хекман и Џин Триплхорн.

## Улоге
| Глумац          | Улога                                   |
| --------------- | --------------------------------------- |
| Том Круз        | Мич Макдир                              |
| Џин Хекман      | Ејвери Толар                            |
| Џин Триплхорн   | Абигејл „Аби“ Макдир                    |
| Ед Харис        | агент Вејн Таранс                       |
| Тобин Бел       | Скандинавац                             |
| Гари Бјуси      | Еди Ломакс                              |
| Вилфорд Бримли  | Вилијам Девошер                         |
| Дејвид Стратерн | Реј Макдир                              |
| Холи Хантер     | Тами Хемфил                             |
| Хал Холбрук     | Оливер Ламберт                          |
| Тери Кини       | Ламар Квин                              |
| Карина Ломбард  | девојка на плажи                        |
| Дин Норис       | шепав тип                               |
| Пол Сорвино     | Томи Моролто                            |
| Џо Витерели     | Џои Моролто                             |
| Пол Калдерон    | Томас Ричи                              |
| Стивен Хил      | Дентон Војлс, директор ФБИ              |
| Саливен Вокер   | Томас Ејбенкс, власник ронилачког клуба |

## Радња
Мич Макдир је дипломирао право на Универзитету Харвард са одличним оценама и примио бројне понуде за посао од престижних пореских и правних фирми широм земље. Макдир бира адвокатску канцеларију („Фирма“) Бендини, Ламберт и Лок, са седиштем у Мемфису, која је финансијски врло издашна, представља се као посебно породична и очигледно брине и о личном благостању и приватном животу својих запослених. Макдир и његова супруга се пресељавају у Мемфис, тамо живе у великој кући, возе нови мерцедес кабриолет и у почетку се осећају добро: навикава се на нову правну професију, а она је нашла нови посао као наставница.
Убрзо након почетка рада, два адвоката из фирме умиру и Макдир примећује прве необичности. Преко ФБИ-а сазнаје да су укупно четворо адвоката у фирми мистериозно убијени. ФБИ му такође каже да Макдирова адвокатска канцеларија ради за мафијашку породицу и да ће је ФБИ у једном тренутку разбити. Требало би да набави и проследи досије, које адвокатска канцеларија чува на Кајманским острвима и тиме подржи истрагу, јер би у супротном могао и сам да буде процесуиран. Макдир зна да би га издавање тајни клијента могло коштати лиценце за бављење адвокатуром. Такође га послодавци уцењују фотографијама о једној ноћној афери, коју је адвокатска канцеларија организовала. Макдир ангажује приватног детектива, којег Макдирови послодавци упуцају. У својој истрази, Макдир примећује да су наводи ФБИ-а тачни. Истовремено, мора бити врло опрезан, јер из ФБИ-а зна да га „Фирма“ прати и прислушкује.
Случајно је Макдир током свог правног посла открио да адвокатска канцеларија својим клијентима обично наплаћује превише радног времена. Будући да су рачуни слани поштом и углавном по државама, сваки од случајева обухватио је озбиљне случајеве „поштанске преваре“, савезног злочина који се у САД строго кажњава. Макдир предлаже ФБИ-у да они осуде његове шефове због преваре са поштом. Клијентима фирме, укључујући и шефове мафије, шаље одговарајуће писма. Објашњава њима да је као њихов законски заступник подложан поверљивости, али да би желео да њих заступа у захтевима против адвокатске канцеларије. Успешно је изиграо мафијашке шефове и власнике адвокатске канцеларије једни против других, тако да не мора очекивати да ће га мафија прогонити, као ни власници адвокатске канцеларије, који се морају плашити освете мафијашке породице ако би се требали поиграти са том идејом да се освете Макдиру за оно што се догодило.
Успешним привођењем власника „Фирме“, такође је задовољио ФБИ и Макдир и његова супруга су се срећно вратили у Бостон да би тамо могли да граде нови живот.

## Зарада
- Зарада у САД - 158.348.367$
- Зарада у иностранству - 111.900.000$
- Зарада у свету - 270.248.367$